# Звёздный (Кемеровская область)
Звёздный — посёлок в Кемеровском районе Кемеровской области. Является административным центром Звёздного сельского поселения.

## География
Центральная часть населённого пункта расположена на высоте 231 метра над уровнем моря. Посёлок расположен в лесостепной зоне Притомья. Через посёлок протекает река Малая Мозжуха — левый приток Томи.

## История
Решением ОИК № 561 от 24 сентября 1966 г. вновь выстроенному населённому пункту Мозжухинского сельсовета совхоза «Мозжухинский» присвоено наименование посёлок Звездный.

## Население
| 2010 |
| ---- |
| 1385 |

По данным Всероссийской переписи населения 2010 года, в посёлке Звёздный проживает 1385 человек (637 мужчин, 748 женщин).

## Транспорт
Через посёлок проходит автомобильная дорога Р-384 Кемерово — Новороманово — Юрга. С городом Кемерово посёлок связан пригородными автобусными маршрутами 120 ДП Центральный — с. Благодатное. 110 ДП Центральный — с. Медынино. Так же через посёлок проходит междугородный автобусный маршрут 605 Кемерово — Новороманово — Юрга. В летний период курсируют дачные автобусные маршруты 109, 119/125.